# 크리스마스 노래 (유나이티드 큐브의 노래)
〈크리스마스 노래〉는 대한민국의 소속사 큐브엔터테인먼트에 소속되어있는 포미닛, 비투비, 비스트, 에이핑크,  김기리, G.NA, 신지훈, 허각이 2013년 12월 3일에 발매한 싱글이다.

## 개요
- 크리스마스를 맞이해서 에이큐브 엔터테인먼트 소속 멤버와 큐브 엔터테인먼트 소속의 멤버와의 콜라보로 결성한 유나이티드 큐브로 싱글을 발표했다.[1]

## 수록곡
1. 크리스마스 노래
  - 작사 · 작곡: 라도, 최규성, 편곡: 라도, 최규성, 이삭